# Christian Lindefjärd
Peter Christian Lindefjärd, född 28 maj 1976 i Österhaninge församling i Stockholms län, är en svensk politiker (sverigedemokrat). Han är ordinarie riksdagsledamot sedan 2024, invald för Stockholms läns valkrets.